# 00-talet f.Kr.

## Födda
- Mellan 7 och 4 f.Kr. - Jesus, judisk profet.
- 4 f.Kr. - Seneca den yngre, romersk författare, filosof och politiker.
- 3 f.Kr. - Galba, romersk kejsare.

## Avlidna
- 9 f.Kr. - Nero Claudius Drusus
- 8 f.Kr.
  - Maecenas
  - Horatius
- 7 f.Kr. - Dionysios av Halikarnassos
- 4 f.Kr. - Herodes den store